# Родс, Лия
Ли́я Ма́ргарет Родс (англ. Leah Margaret Rhodes), в девичестве — Монтго́мери (англ. Montgomery; 21 июля 1902, Порт-Артур, Техас, США — 17 октября 1986, Пойнт-Плезант, Западная Виргиния, США) — американский художник по костюмам

. Лауреат премии «Оскар» (1950) в номинации «Лучший дизайн костюмов» за фильм «Похождения Дон Жуана» (1948).

## Биография и карьера
Родс, урождённая Лия Маргарет Монтгомери, родилась в Порт-Артуре, штат Техас. В молодости, Родс работала художником вывесок и оформителем окон в Порт-Артуре и Сан-Антонио. 4 мая 1921 года она вышла замуж за автомеханика Расселла Сперджена Родса. Пять лет спустя пара переехала в долину Сан-Фернандо, где Рассел управлял автосалоном. В 1937 году они развелись, а 9 января 1943 года Родс вышла замуж за Джеймса Глейша, за которым она оставалась замужем до его смерти 19 июня 1977 года.
После переезда в Калифорнию, Родс начала работать в качестве закупщика Warner Bros. В конце концов, она стала главным помощником Орри-Келли. Когда Орри-Келли поступил на службу в армию, Родс взяла на себя гардероб Бетт Дейвис для «Старых знакомых».
Родс получила больше внимания после работы над «Глубоким сном» в 1946 году. Это привело к таким фильмам, как «Ки-Ларго» (1948), «Похождения Дон Жуана» (1949) (за который она получила премию «Оскар» за «Дизайн костюмов»), «Белое каление» (1949) и «Незнакомцы в поезде» (1951). Её последним фильмом был вестерн «Рио Лобо» Говарда Хоукса в 1970 году.